# 青岛贵州路小学
36°3′28″N 120°17′45″E / 36.05778°N 120.29583°E

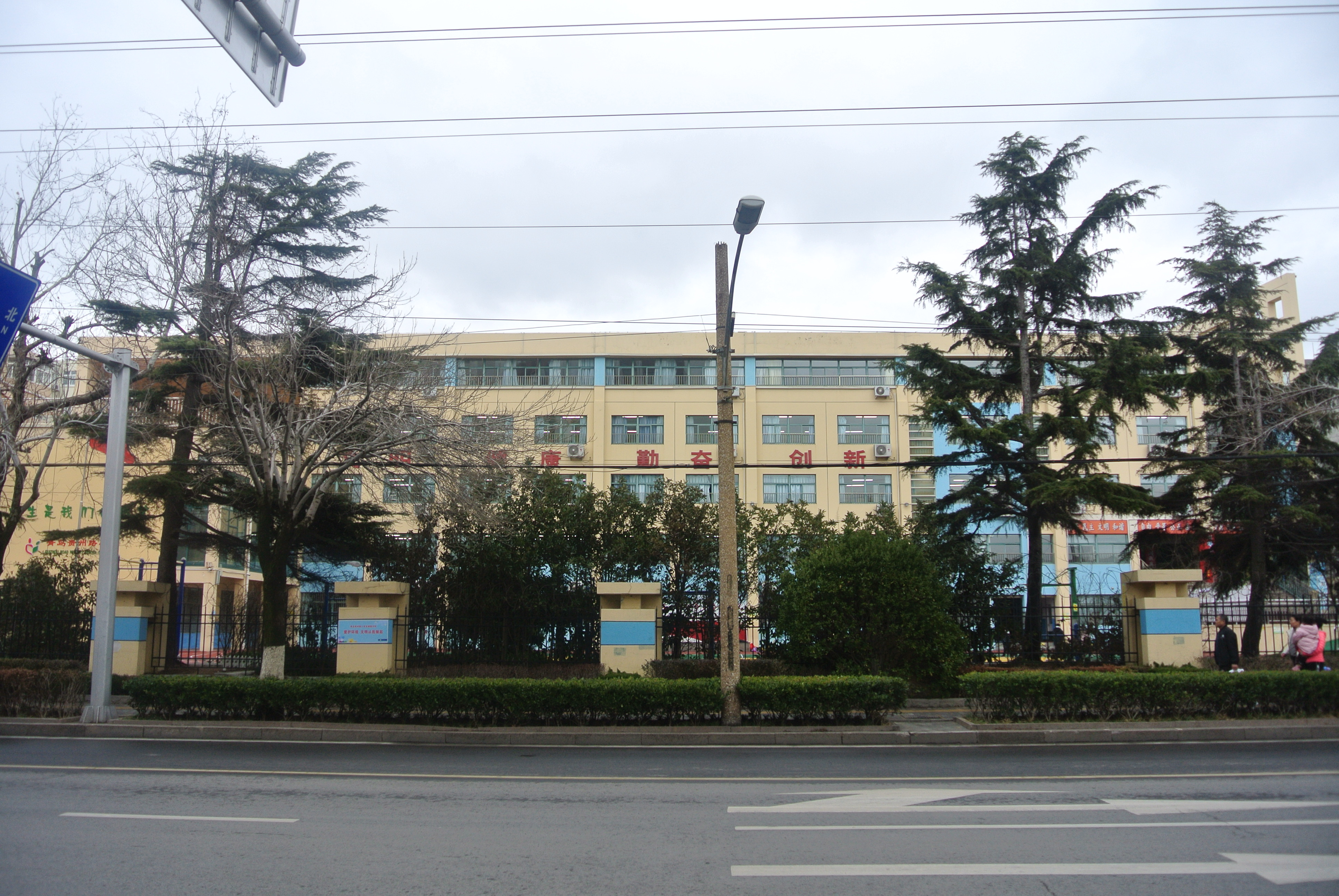
青岛贵州路小学，2020年1月

青岛贵州路小学是位于中国山东省青岛市市南区贵州路12号的一所小学，1934年设立，最初为半日学校，1935年改为小学。1937年至1952年曾停办。

## 校史
贵州路小学为青岛市政府于1934年创办，初名“市立贵州路半日学校”，3月10日开学，招收半日学校8个班，学员400人，短期小学4个班，学员200人，次年3月结业。同年夏改为二部制小学。1935年3月10日正式成立青岛市市立贵州路小学，增设10个班。建校之初，其周边多为平民大院及棚户等贫民居住区，该校填补了此区域的久无小学的空白，吸纳大量周边居民就学。1937年，因全面抗战爆发，含台东镇小学在内的全市各级学校于8月22日停课。1938年日军占领青岛后，青岛市立中学因其原在伊尔蒂斯兵营的校址被日军占据，遂于9月16日在贵州路小学校址复课。1946年，市立中学高中部迁出。1952年，青岛一中（原市立中学）使用贵州路小学校址十余年后，其初中部迁出该址，贵州路小学重新开设。1982年，该校被定位对外开放参观点。1987-1988年，该校有教学班17个，学生813人，教职工54人。2003年，该校校舍改造。

## 校舍

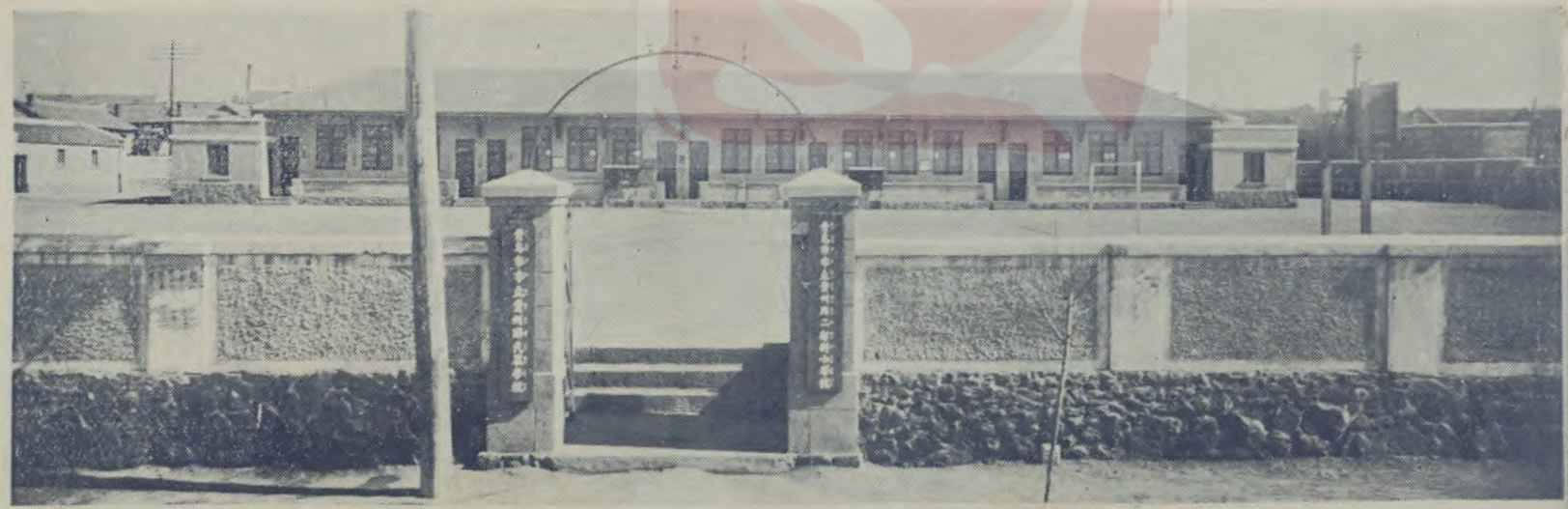
贵州路半日学校、贵州路二部制小学校舍旧影，当时二层教学楼尚未建设

贵州路半日学校设立之初建有一栋单层教学楼，建于1934年2月，位于校舍北侧。后在贵州路临街处新建二层教学楼，据称建于1936年，建筑面积1365平方米，砖石木结构，北侧二层设雨篷式木制外廊，内设12个教室。1987-1988年，该校校舍占地面积3亩，建筑面积3352平方米。两座旧楼于2003年校舍改造时拆除以建设新教学楼。